# Christian Le Hérissé
Christian Le Hérissé (né le 20 juillet 1946 à Abbeville) est un athlète français, spécialiste du saut en hauteur.

## Biographie
Il est sacré champion de France du saut en hauteur en 1969 à Colombes, avec la marque de 2,06 m.
Son record personnel, établi en 1969, est de 2,11 m.